# Hans Sautter (Bildhauer)

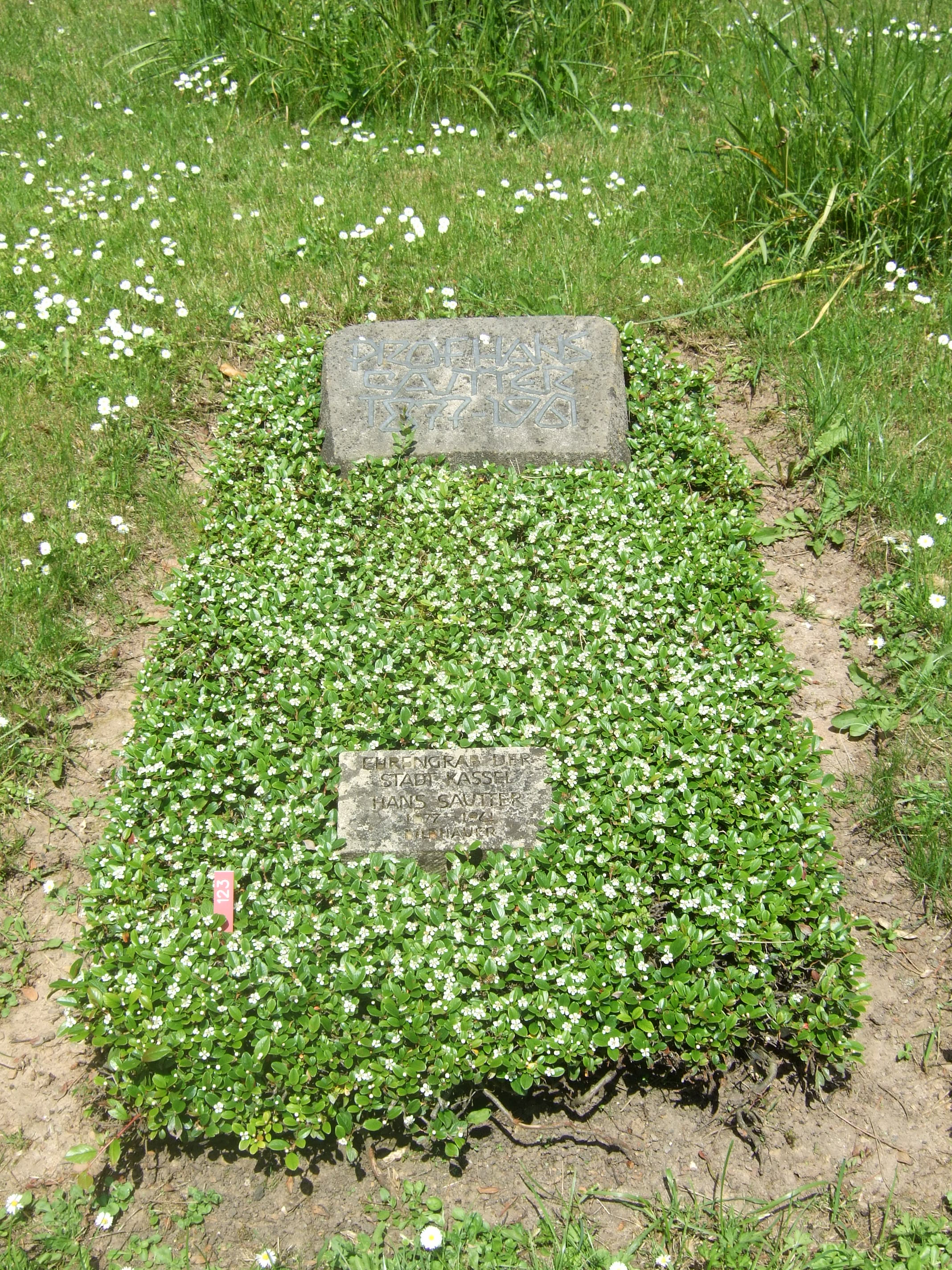
Ehrengrab von Hans Sautter auf dem Friedhof Harleshausen in Kassel

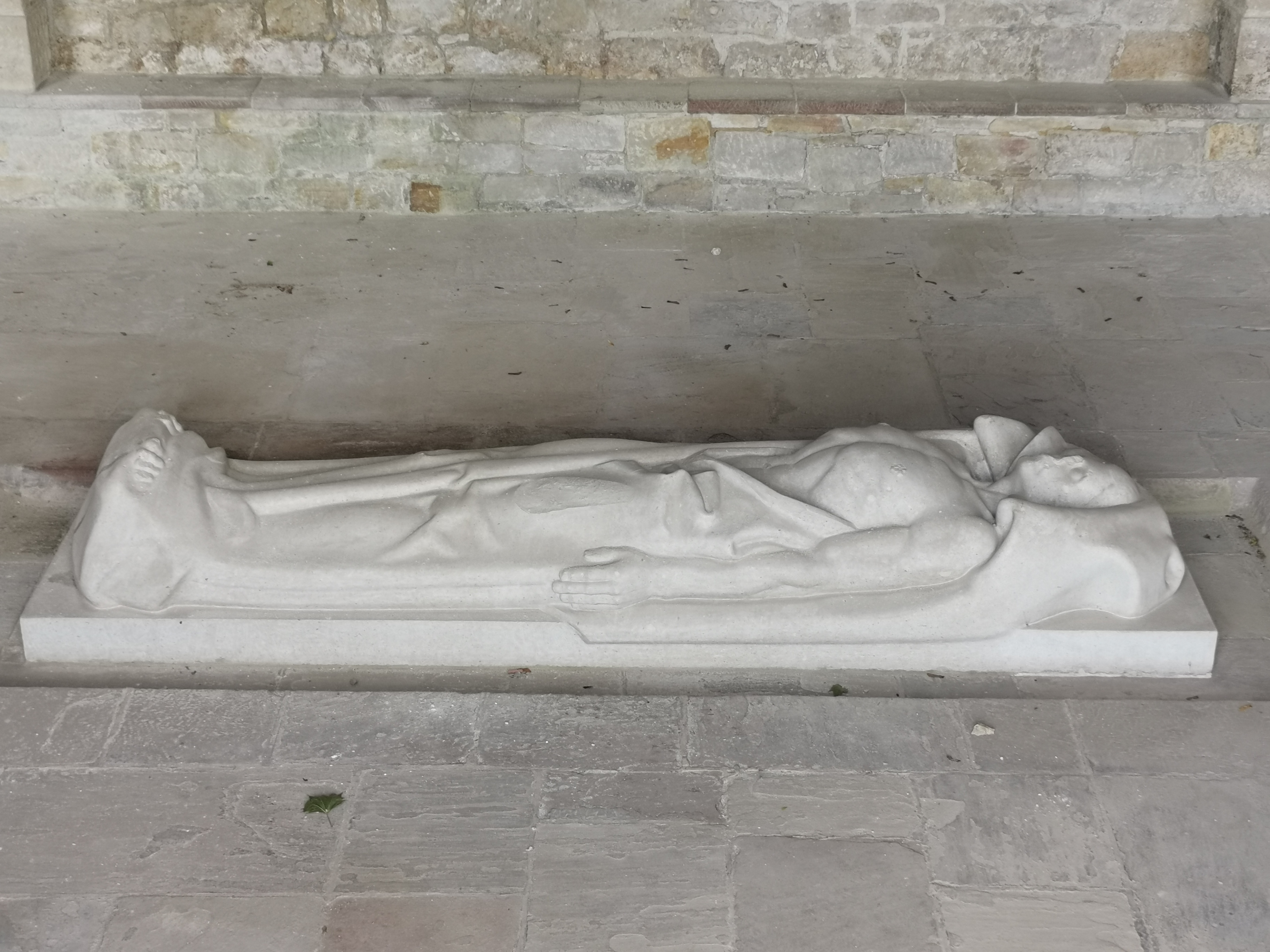
Mahnmal (Kassel Karlsaue) Grotte mit Skulptur

Hans Sautter (* 5. Mai 1877 in München; † 15. Dezember 1961 in Kassel) war ein deutscher Bildhauer und Hochschullehrer.

## Leben
Sautter studierte an der Akademie der Bildenden Künste München. 1919 wurde er Professor an der Staatlichen Kunstgewerbeschule Kassel (heute: Kunsthochschule Kassel), 1931 deren Direktor. 
Sautter war in den 1920er Jahren als Stadtrat für die SPD tätig. Zwischen 1919 und 1929 war er zudem für die SPD im Kommunallandtag Kassel und dem Provinziallandtag der Provinz Hessen-Nassau. Nach der nationalsozialistischen Machtübernahme wurde er 1933 aus politischen Gründen entlassen und mehrmals verhaftet.
In seiner frühen Phase arbeitete Sautter wiederholt mit dem Architekten Alois Holtmeyer zusammen, so u. a. an dessen Justizgebäude in Greiz, dem Bahnhof in Marburg und dem Erholungsheim für Eisenbahnbeamte in Bad Karlshafen. Nach dem Zweiten Weltkrieg entwarf Sautter das im Fürstengarten gelegene Denkmal, das den Verfolgten der Zeit des Nationalsozialismus, den Bombenopfern und gefallenen Soldaten gewidmet ist. Das Ehrenmal hat die Form eines Steinrondells mit einer im Inneren befindlichen Dornenkrone und wurde 1953 eingeweiht.
Sautter starb 1961 in Kassel.
Zu den Schülern von Hans Sautter gehören Karl Allöder und Wilhelm Hugues.

## Literatur

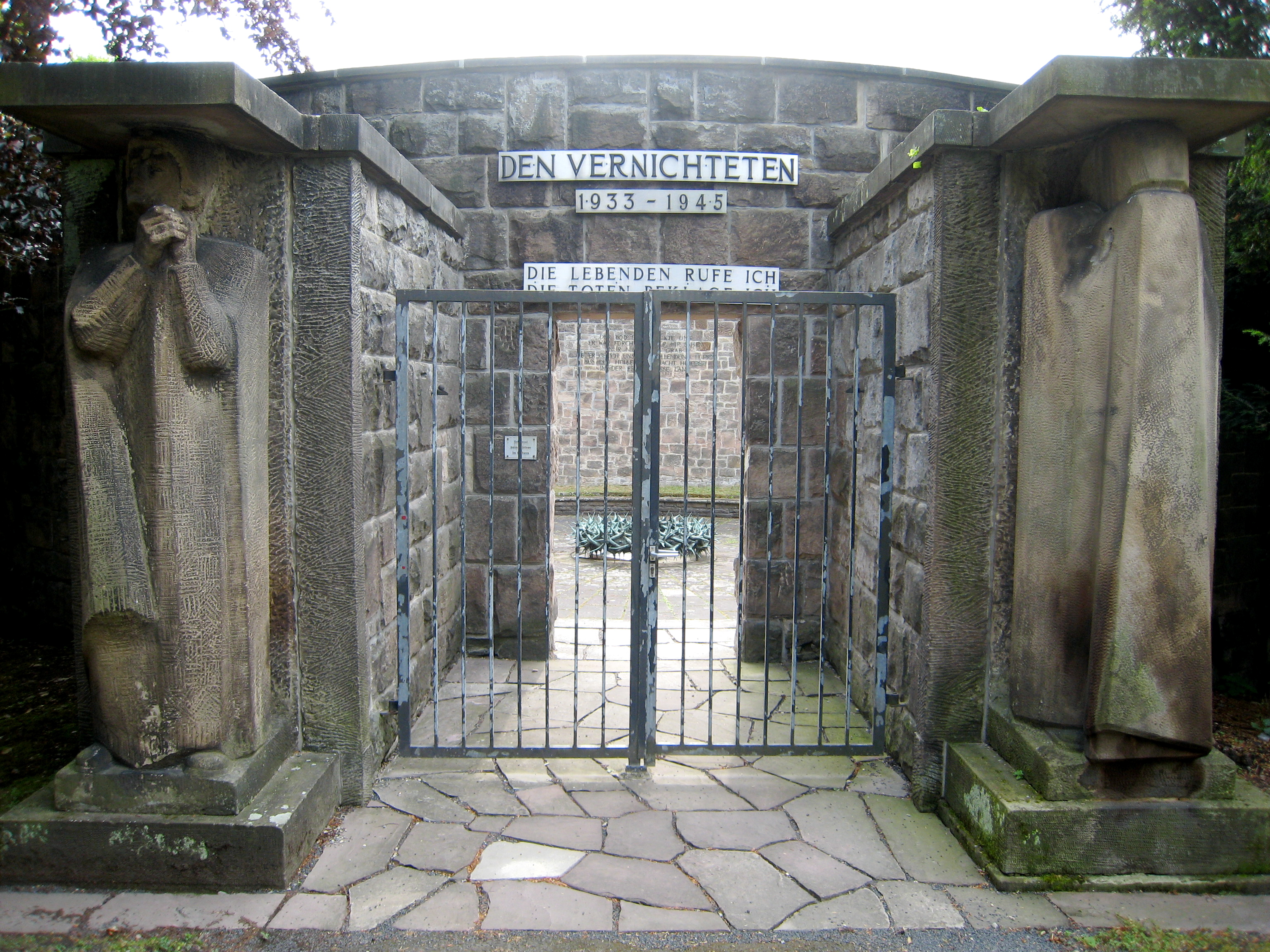
Kassel Mahnmal fuer die Opfer des Faschismus